# 21-cm-Kanone 39
Die 21-cm-Kanone 39 war ein schweres Artilleriegeschütz der Wehrmacht im Zweiten Weltkrieg.

## Geschichte
Die tschechischen Škoda-Werke in Plzeň entwickelten 1938 die Kanone mit der Werksbezeichnung „K 52“ für die türkische Armee. Der Entwurf geht auf Geschützentwicklungen der Firma Skoda im Ersten Weltkrieg zurück.
Als die deutsche Wehrmacht im März 1939 die Tschechoslowakei besetzte, waren bereits zwei Geschütze an die Türkei ausgeliefert. Danach wurde die Fertigung unter deutscher Leitung fortgeführt. Von der Version K 39 wurden zehn Stück fertiggestellt und von der überarbeiteten K 39/40 zwanzig Stück gebaut. Ab 1944 wurde die Produktion auf die überarbeitete Version K 39/41 umgestellt, von der bis April 1945 16 Stück hergestellt wurden.
Die Lebensdauer eines Rohres, das 135 Kilogramm schwere Geschosse 33.000 Meter weit schoss, betrug ungefähr 1200 Schuss.

## Einsatz
In Heeres-Artillerieabteilungen wurden sie mit je drei Batterien zu zwei Geschützen geführt, also sechs Geschütze je Abteilung. Die Aufgaben für die Einheiten oder eine Zuordnung zu einem Kampfverband erhielten die Heeres-Artillerieabteilungen durch eine Armee oder ein Korps.
Nachgewiesen sind die 21-cm-Kanone 39 beziehungsweise deren Varianten bei den Heeres-Artillerieabteilungen 767 und 768. Im Rahmen des Atlantikwalls wurden zudem weitere Geschütze als Küstenartillerie bei der Kriegsmarine eingesetzt, so unter anderem in der Batterie von Crisbecq. Anfang 1944 wurden acht Geschütze nach Schweden verkauft, später nochmals 14 Stück. Der Herstellungspreis des einzelnen Geschützes betrug 225.000 RM.
Der Transport des in Fahrstellung 59.100 Kilogramm schweren Geschützes erfolgte in drei Lasten: Rohr, Oberlafette sowie Unterlafette mit Grundplatte, deren jede von einer 18-Tonnen-Halbketten-Zugmaschine Sd.Kfz. 9 gezogen wurde. In Feuerstellung wog das Geschütz – je nach Variante – zwischen 34.000 und 38.000 kg.
Im Vergleich zur 21-cm-Kanone 38 der Firma Krupp war das Skoda-Geschütz schwerer und hatte eine geringere Schussweite.

## Technik
Als Besonderheiten sind für diese Waffe die Verwendung von Beutelkartuschen, ein Schraubenverschluss mit De-Bange-Liderung und ein Autofrettagerohr zu erwähnen.

## 21-cm-Kanone 39/40
Nach der Besetzung der Tschechoslowakei wurde einige Änderungen für den Einsatz bei der Wehrmacht vorgenommen. Die neue Bezeichnung 39/40 kennzeichnet diese Version.

## 21-cm-Kanone 39/41
Durch die Ergänzung mit einer Mündungsbremse entstand diese neue Variante.